# أندريه فان دير ميرفيه
البروفيسور أندريه فان دير ميرفيه (بالأفريكانية: André van der Merwe) هو جرّاح مسالك بولية جنوب أفريقي. يرأس قسم جراحة المسالك البولية بجامعة ستيلينبوش، كما يعمل أستاذًا مشاركًا بمستشفى تيغربرغ. اشتهر بقيامه سنة 2014 بأول عملية ناجحة في العالم لزرع القضيب، كما أجرى أول عملية لاستئصال الكلية بالمنظار في جنوب أفريقيا.